# Il'ja Ivaška
Il'ja Uladzimiravič Ivaška, accreditato come Ilya Ivashka dalla ATP (in bielorusso Ілья Уладзіміравіч Івашка?; Minsk, 24 febbraio 1994), è un tennista bielorusso.
Il suo miglior ranking ATP è stato il 40º posto in singolare raggiunto a giugno 2022. Ha vinto un titolo in singolare nel circuito maggiore, vanta inoltre quattro titoli in singolare e uno in doppio nell'ATP Challenger Tour e alcuni altri nel circuito ITF. Ha esordito nella squadra bielorussa di Coppa Davis nel 2016.

## Carriera

### Juniores
Gioca nell'ITF Junior Circuit dalla fine del 2009 fino al 2012 e vince solo due titoli in doppio in tornei minori, senza mai prendere parte ai tornei di Grade A come quelli del Grande Slam. Nella classifica mondiale di categoria non va oltre il 359º posto raggiunto nel gennaio 2012.

### 2013-2015, primi titoli ITF
Debutta tra i professionisti con una sconfitta nel febbraio 2013 al torneo Kazakhstan F1 del circuito ITF, e una settimana dopo vince il primo incontro al Kazakhstan F2. Deve attendere fino all'ottobre successivo per disputare la sua prima finale, al torneo Kazakhstan F6 di Shymkent, e conquista il titolo sconfiggendo Ivan Anikanov per 6-3, 7-5. Nel giugno 2015 fa il suo esordio nel circuito Challenger a Fergana e viene sconfitto al primo turno. In agosto vince in Uzbekistan i suoi primi due titoli in doppio in tornei ITF, entrambi in coppia con Egor Gerasimov.

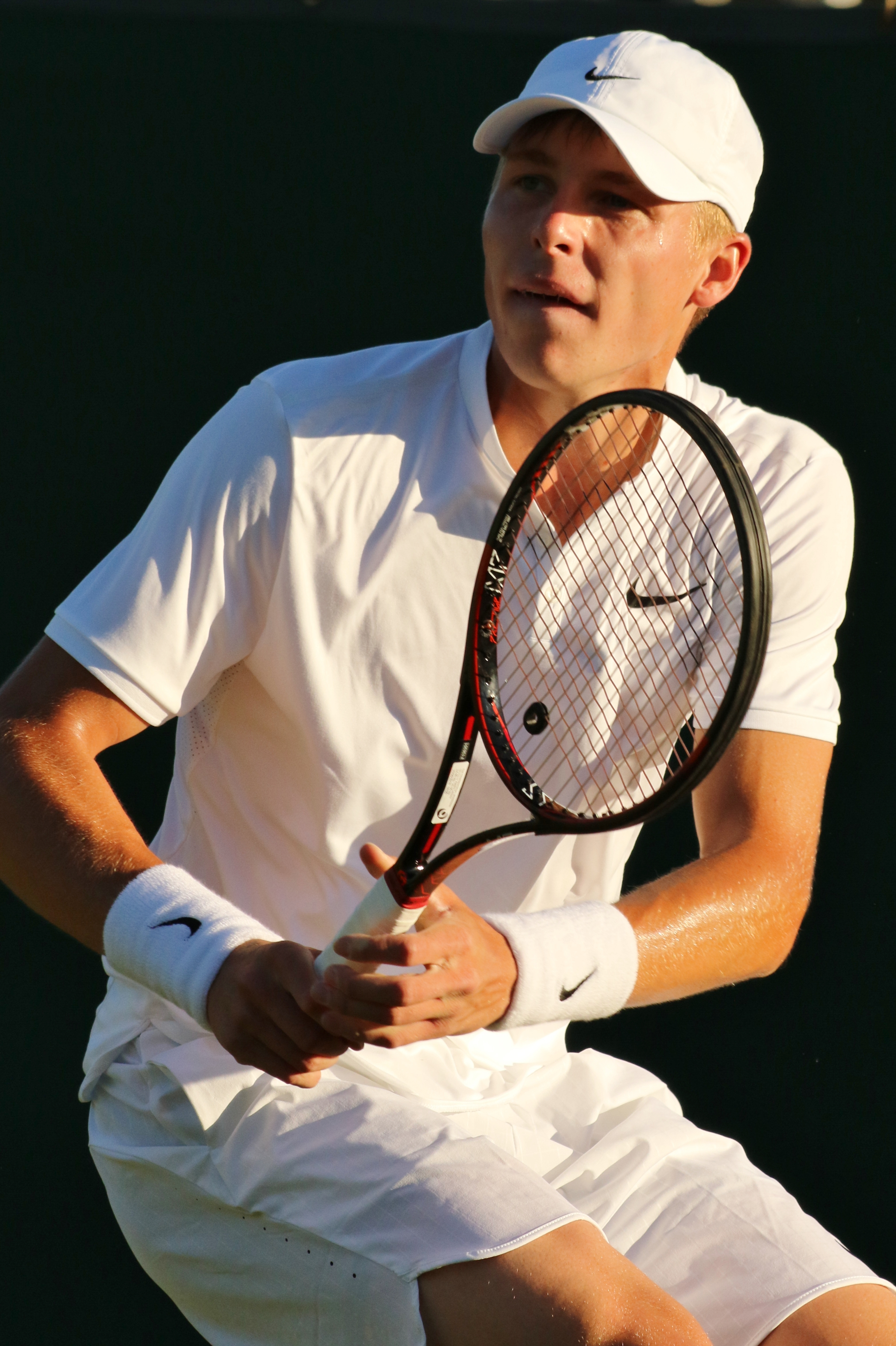
Ivashka a Wimbledon 2016

### 2016, esordio in Coppa Davis e in una prova dello Slam, top 200, primo titolo Challenger in doppio
Il 4 marzo 2016 gioca il suo primo incontro in Coppa Davis nella sfida vinta dalla Bielorussia contro l'Egitto, e contribuisce al successo sconfiggendo in cinque set Mohamed Safwat. In quell'edizione della Davis vincerà tutti e quattro gli altri incontri in cui viene schierato, spingendo i bielorussi alla promozione nel Gruppo I. In aprile vince due titoli ITF consecutivi in singolare e inizia a giocare con crescente continuità nei Challenger. In giugno fa la prima esperienza in una prova del Grande Slam alle qualificazioni di Wimbledon, e viene eliminato al primo incontro. Un mese più tardi supera nella semifinale del Challenger di Recanati il nº 80 del ranking Evgenij Donskoj, nella sua prima vittoria su un top 100, e viene sconfitto nella sua prima finale di categoria da Illja Marčenko con lo score di 4-6, 4-6. Altri buoni risultati nei Challenger lo portano in quel periodo nella top 200. In agosto vince a Portorose il suo primo titolo Challenger nel torneo di doppio in coppia con il connazionale Sergey Betov. A fine mese supera le qualificazioni agli US Open e, al debutto nel tabellone principale di uno Slam, cede in tre set a Pablo Carreño Busta. In settembre raggiunge la 167ª posizione del ranking, nei mesi successivi ha una flessione e chiude la stagione alla 179ª.

### 2017, primo titolo Challenger in singolare
Nella prima parte del 2017 riceve soprattutto sconfitte, eliminato al primo turno di qualificazione all'Australian Open, a inizio febbraio perde entrambi i singolari nella sfida di Davis vinta 3-2 dai bielorussi contro la Romania. I primi risultati di rilievo arrivano in marzo con la semifinale Challenger a Quanzhou e i due successi in singolare nel secondo turno di Davis vinto 3-1 contro l'Austria, che porta la Bielorussia ai playoff per l'accesso al Gruppo Mondiale. Il 25 giugno conquista il primo titolo Challenger a Fergana con la vittoria in finale su Nikola Milojević per 6-4, 6-3. Il risultato gli garantisce il miglio ranking in 161ª posizione e due settimane dopo sale in 159ª. Non supera le qualificazioni neanche nei restanti tornei del Grande Slam e dopo gli US Open resta fermo oltre due mesi, perdendo diverse posizioni in classifica.

### 2018, prima semifinale ATP, top 100

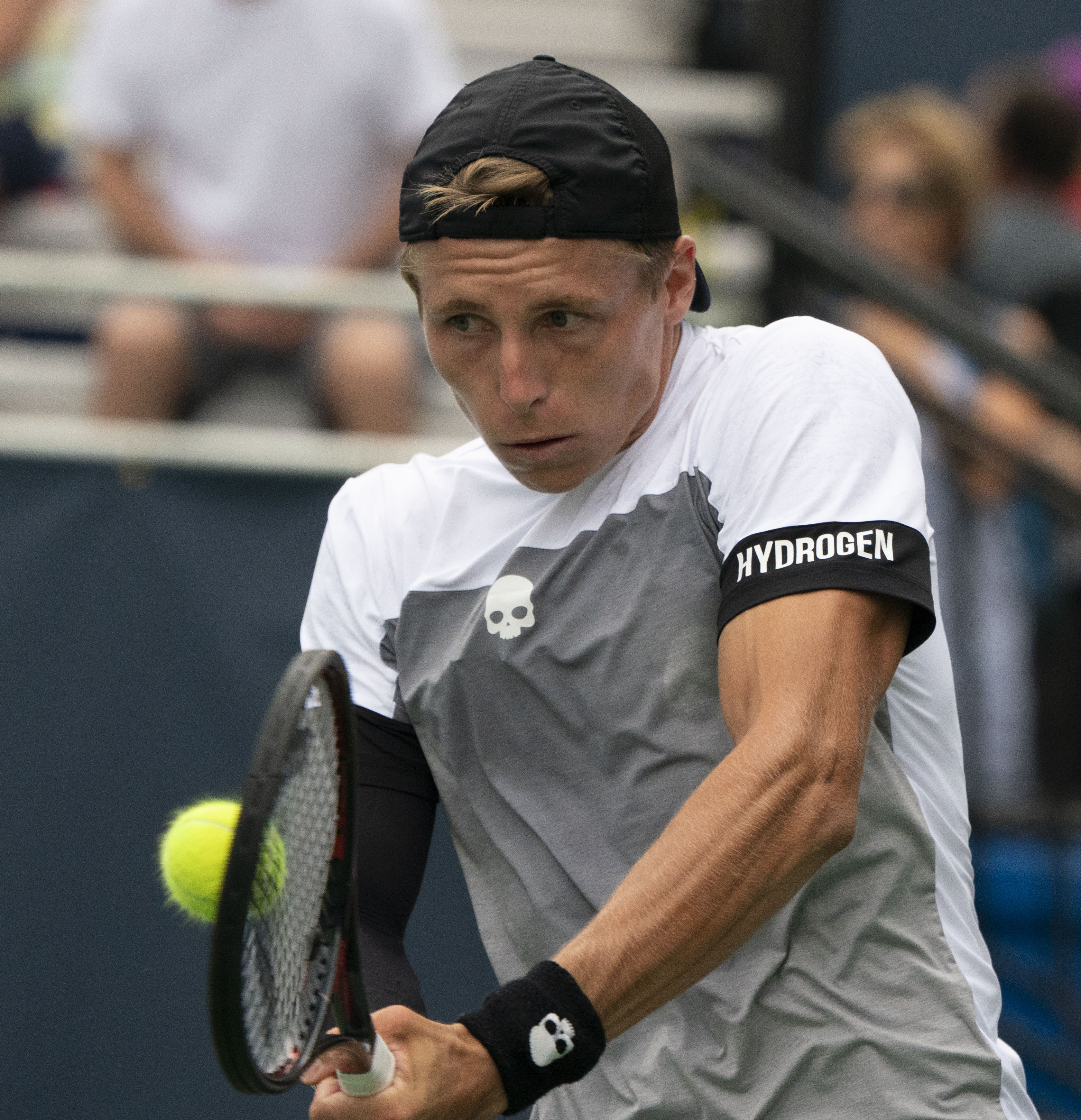
Il'ja Ivaška al Citi Open 2018 di Washington

Fa il suo esordio stagionale entrando per la prima volta nel tabellone principale di un torneo ATP 250 a Pune, vince quindi contro Sumit Nagal il primo incontro nella categoria e viene eliminato al secondo turno. Come l'anno precedente, viene eliminato al primo turno di qualificazione all'Australian Open e perde i due singolari nella prima sfida di Davis stagionale, questa volta persa 5-0 contro l'Austria. Si riscatta verso fine febbraio all'ATP 250 di Marsiglia, dove supera le qualificazioni e nel main draw sconfigge i top 100 Laslo Đere e Nicolas Mahut, oltre ad approfittare del ritiro di Stan Wawrinka quando Ivaška conduceva 6-4, 1-1. Alla sua prima semifinale ATP viene sconfitto dal padrone di casa Lucas Pouille per 3-6, 6-7 e il giorno dopo si trova alla 149ª posizione del ranking. Continua a progredire in classifica il mese dopo quando conquista a Shenzhen il suo secondo titolo Challenger in singolare. Supera le qualificazioni nell'ATP 250 di Marrakech, per la prima volta quelle di un Masters 1000 a Monte Carlo e di un ATP 500 a Barcellona, finendo sempre eliminato al primo turno del main draw.
Supera le qualificazioni anche al Roland Garros e nel successivo incontro con il nº 8 del mondo Dominic Thiem raccoglie solo sette giochi. Nonostante l'eliminazione al primo turno di qualificazione a Wimbledon, alcuni buoni risultati nei Challenger e soprattutto il terzo turno raggiunto al Masters 1000 di Toronto lo proiettano nella top 100. Nei playoff di Coppa Davis persi 3-2 a Mosca contro la Russia, Ivaška batte nel primo singolare il nº 35 ATP Daniil Medvedev e perde il secondo contro Karen Chačanov. Il risultato più importante di fine stagione sono i quarti di finale che raggiunge in ottobre ad Anversa, al suo ultimo torneo stagionale; dopo aver superato le qualificazioni sconfigge nell'ordine il nº 32 ATP Robin Haase e Salvatore Caruso prima di dare forfait prima dell'incontro con Kyle Edmund per un infortunio alla coscia sinistra. A fine torneo sale all'86ª posizione del ranking e chiude la stagione alla 91ª.

### 2019, 80º nel ranking, infortunio e discesa in classifica
Inizia bene la stagione con il secondo turno a Pune, dove batte Hubert Hurkacz e viene eliminato da Gilles Simon, e la finale al Canberra Challenger, nella quale Hurkacz si prende la rivincita sconfiggendolo in tre set. Entra direttamente nel main draw dell'Australian Open in virtù della buona posizione in classifica, supera per la prima volta il primo turno in una prova dello Slam grazie al ritiro di Malek Jaziri e viene poi sconfitto da Carreño Busta. Con il secondo turno raggiunto a Montpellier sale all'80º posto del ranking. Nella restante parte della stagione non conferma i risultati dell'anno prima e retrocede progressivamente nel ranking. Perde la maggior parte dei punti con l'eliminazione nelle qualificazioni a Marsiglia, dove era arrivato in semifinale. Un infortunio al ginocchio subito durante le qualificazioni a Monte Carlo lo costringe a due mesi e mezzo di stop, in giugno scende al 144º posto del ranking e rientra a inizio luglio. Dopo due settimane raggiunge i quarti di finale sull'erba di Newport, mentre si ferma al secondo turno nel Masters 1000 canadese e al primo agli US Open. In settembre viene sconfitto nel primo singolare e in doppio nel playoff di Davis con il Portogallo, ma si aggiudica l'incontro decisivo battendo Pedro Sousa e regala alla Bielorussia l'accesso al turno successivo. La stagione si chiude con alcuni discreti risultati nei Challenger e a fine anno è il 131º del ranking.

### 2020, due titoli Challenger, risalita nel ranking
Supera le qualificazioni all'Australian Open e il primo turno gli pone di fronte il potente Kevin Anderson, con il quale ingaggia una battaglia risoltasi per 10-8 nel tiebreak del quinto set in favore del sudafricano. A fine torneo scende al 152º posto del ranking, il più basso dal febbraio 2018. Raggiunge quindi i quarti a Pune e viene sconfitto per 13-11 nel tiebreak decisivo da Jiri Vesely. La prima parte della stagione si chiude con la sfida di Davis persa 4-1 contro la Germania, in cui Ivaška viene sconfitto sia in un singolare che in doppio, a cui fa seguito la lunga pausa del tennis mondiale per la pandemia di COVID-19. Torna in campo in agosto e nei primi tre tornei Challenger non va oltre i quarti di finale raggiunti a Ostrava. Dopo le deludenti eliminazioni nelle qualificazioni agli Internazionali d'Italia e al Roland Garros, termina la stagione in crescendo a cominciare dall'ATP 500 di San Pietroburgo, dove ha la meglio su Adrian Mannarino e viene eliminato al secondo turno da Denis Shapovalov. Recupera molte posizioni nel ranking grazie ai Challenger, con i titoli conquistati a Istanbul e a Ortisei, inframmezzati dalla semifinale di Eckental, risultati che lo portano a ridosso della top 100.

### 2021, primo titolo ATP, quarto turno a Wimbledon, 43º nel ranking
Dopo le sconfitte al primo turno all'Australian Open e al Biella Challenger e quella al secondo turno al Masters di Miami, in aprile viene eliminato nei quarti a Marbella da Jaume Munar dopo aver battuto i top 100 Pedro Martínez e l'emergente Alejandro Davidovich Fokina. Al secondo turno di Barcellona viene sconfitto nel suo primo confronto con Rafael Nadal ma riesce a strappargli un set. Nei quarti di finale a Monaco di Baviera gli riesce l'impresa di battere per 6-7, 7-5, 6-3 il nº 6 del mondo Alexander Zverev, prima vittoria su un top 10, e in semifinale Jan-Lennard Struff gli concede solo cinque giochi. A fine torneo fa il suo rientro nella top 100. Supera le qualificazioni a Ginevra ed esce di scena al secondo turno. Al primo turno di qualificazione del Roland Garros viene sconfitto a sorpresa dal nº 450 del ranking Andrej Kuznecov. Inizia la stagione sull'erba con le eliminazioni al primo turno a Stoccarda e ad Halle, mentre si spinge fino ai quarti a Eastbourne. A fine torneo ottiene il nuovo miglior ranking in 79ª posizione e subito sale alla 63ª a Wimbledon, dove raggiunge per la prima volta il quarto turno in uno Slam; elimina nell'ordine i top 100 Jaume Munar, Jeremy Chardy e Jordan Thompson e raccoglie solo 8 giochi contro il futuro finalista Matteo Berrettini. Il buon momento di forma continua ai Giochi di Tokyo con le vittorie sul nº 17 ATP Gaël Monfils e su Michail Kukuškin, prima di cedere in due set all'idolo di casa Kei Nishikori.
Esce al terzo turno a Washington dopo aver sconfitto il nº 21 ATP Grigor Dimitrov. Corona l'ottima stagione conquistando il 28 agosto il suo primo titolo ATP a Winston-Salem, elimina nei primi turni Andreas Seppi, Marin Čilić e Jan-Lennard Struff, nei quarti sconfigge per 7-6, 6-3 il nº 12 del mondo Pablo Carreño Busta, reduce dalla medaglia di bronzo conquistata alle Olimpiadi battendo Novak Đoković, in semifinale lascia tre soli giochi a Emil Ruusuvuori e in finale dispone di Mikael Ymer con un eloquente 6-0, 6-2. Porta così il miglior ranking alla 53ª posizione. Si spinge fino al terzo turno degli US Open grazie ai successi su Tennys Sandgren e Vasek Pospisil e cede nuovamente a Berrettini, che questa volta deve ricorrere al quinto set per eliminarlo. Torna in campo a Nur-Sultan e arriva in semifinale, nella quale viene sconfitto in due set da James Duckworth. Un infortunio alla schiena a inizio ottobre lo costringe a dare forfait dopo aver vinto il macth di primo turno a Sofia, alcuni giorni dopo porta comunque il best ranking alla 43ª posizione. Rientra a Mosca per giocare in doppio con Pedro Martínez e raggiungono la semifinale. Torna a giocare in singolare quasi un mese dopo l'infortunio a Sofia, disputa gli ultimi due tornei stagionali a San Pietroburgo e al Paris Masters e viene eliminato in entrambi al secondo turno, rispettivamente da Andrej Rublëv e Daniil Medvedev.

### 2022, quarto turno agli US Open, top 40
Fa il suo esordio stagionale a fine gennaio e la settimana dopo sconfigge Lloyd Harris a Rotterdam, dove al secondo turno viene eliminato da Stefanos Tsitsipas. Si spinge fino ai quarti di finale a Marsiglia e a Ginevra, dove elimina Denis Shapovalov. Vince il primo incontro in carriera al Roland Garros e viene battuto al secondo turno. Raggiunge i quarti anche all'ATP sull'erba di 's-Hertogenbosch e la settimana successiva porta il best ranking alla 40ª posizione. Non prende parte a Wimbledon per la decisione degli organizzatori di escludere tennisti russi e bielorussi dopo l'invasione russa dell'Ucraina. Ad Atlanta supera Tommy Paul e viene sconfitto in rimonta in semifinale da Alex de Minaur, mentre a Winston-Salem, dove era campione uscente, esce di scena al terzo turno. Disputa un ottimo torneo agli US Open con le vittorie sul nº 10 ATP Hubert Hurkacz e sul nº 30 Lorenzo Musetti, e viene eliminato al quarto turno da Jannik Sinner dopo 5 set. L'ultimo risultato di rilievo del 2022 sono i quarti di finale raggiunti al Sofia Open a fine settembre ed esce al primo turno negli ultimi tornei stagionali.

### 2023-2025, declino e lunghi periodi di inattività
Inizia male anche il 2023, dopo 9 sconfitte consecutive ritrova il successo a Indian Wells e viene eliminato al terzo turno. Esce di scena al secondo turno a Monte Carlo dopo aver eliminato Daniel Evans. Nei tornei successivi si mette in luce solo a Ginevra in maggio spingendosi fino ai quarti di finale. Perde quindi diverse posizioni nel ranking e a giugno esce per la prima volta dalla top 100 dopo oltre due anni. Dopo aver raggiunto i quarti a Los Cabos ad agosto, perde tutti gli incontri disputati nel prosieguo della stagione. Dopo gli US Open disputa solo un altro torneo, chiude la stagione a ottobre e scende fino al 190º posto. All'esordio stagionale del 2024 esce nelle qualificazioni agli Australian Open, gioca un solo altro torneo a febbraio e inizia un lungo periodo di inattività; a settembre esce dal ranking.
Il nuovo rientro avviene nel gennaio 2025, gioca poco nel circuito ITF e nei primi tornei non raccoglie risultati di valore. Ad aprile vince il quarto torneo disputato dopo il nuovo rientro, un ITF M15 cinese a Lu'an, risultato con cui rientra nella top 1000. Nel periodo seguente continua a giocare poco ma torna a competere nei tornei Challenger, nei quali vince qualche raro incontro.

## Statistiche
Aggiornate al 26 maggio 2025.

### Singolare

#### Vittorie (1)
| Legenda              |
| Grande Slam (0)      |
| ATP Finals (0)       |
| ATP Masters 1000 (0) |
| ATP Tour 500 (0)     |
| ATP Tour 250 (1)     |

| N. | Data           | Torneo                            | Superficie | Avversario in finale | Punteggio |
| 1. | 28 agosto 2021 | Winston-Salem Open, Winston-Salem | Cemento    | Mikael Ymer          | 6-0, 6-2  |

### Tornei minori

#### Singolare

##### Vittorie (8)
| Legenda tornei minori |
| Challenger (4)        |
| Futures (4)           |

| N. | Data             | Torneo                                              | Superficie  | Avversario in finale | Punteggio        |
| 1. | 13 ottobre 2013  | Kazakhstan F6, Shymkent                             | Cemento     | Ivan Anikanov        | 6-3, 7-5         |
| 2. | 10 aprile 2016   | Uzbekistan F1, Karshi                               | Cemento     | Jurabek Karimov      | 6-3, 1-6, 6-1    |
| 3. | 17 aprile 2016   | Uzbekistan F2, Bukhara                              | Cemento     | Temur Ismailov       | 6-1, 6-1         |
| 4. | 25 giugno 2017   | Fergana Challenger, Fergana                         | Cemento     | Nikola Milojević     | 6-4, 6-3         |
| 5. | 18 marzo 2018    | Pingshan Open, Shenzhen                             | Cemento     | Zhang Ze             | 6-4, 6-2         |
| 6. | 25 ottobre 2020  | Istanbul Challenger, Istanbul                       | Cemento     | Martin Kližan        | 6-1, 6-4         |
| 7. | 22 novembre 2020 | Internazionali Tennis Val Gardena Südtirol, Ortisei | Cemento (i) | Antoine Hoang        | 6-4, 3-6, 7-6(3) |
| 8. | 27 aprile 2025   | M15 Luan, Lu'an                                     | Cemento     | Egor Agafonov        | 6-4, 7-5         |

##### Sconfitte in finale (4)
| Legenda tornei minori |
| Challenger (2)        |
| Futures (2)           |

| N. | Data            | Torneo                        | Superficie    | Avversario in finale | Punteggio     |
| 1. | 11 gennaio 2015 | Germany F1, Schwieberdingen   | Sintetico (i) | Mick Lescure         | 6-2, 1-6, 2-6 |
| 2. | 24 maggio 2015  | Korea F1, Taegu               | Cemento       | Daniel Nguyen        | 6-3, 4-6, 3-6 |
| 3. | 24 luglio 2016  | Guzzini Challenger, Recanati  | Cemento       | Illja Marčenko       | 4-6, 4-6      |
| 4. | 12 gennaio 2019 | Canberra Challenger, Canberra | Cemento       | Hubert Hurkacz       | 4-6, 6-4, 2-6 |

#### Doppio

##### Vittorie (3)
| Legenda tornei minori |
| Challenger (1)        |
| Futures (2)           |

| N. | Data           | Torneo                         | Superficie | Compagno       | Avversari in finale                  | Punteggio        |
| 1. | 15 agosto 2015 | Belarus F1, Minsk              | Cemento    | Egor Gerasimov | Artur Dubinski Volodymyr Uzhylovskyi | 6-3, 6-4         |
| 2. | 22 agosto 2015 | Belarus F2, Minsk              | Cemento    | Egor Gerasimov | Daniil Medvedev Zhang Zhizhen        | 6-1, 6-3         |
| 3. | 13 agosto 2016 | Tilia Slovenia Open, Portorose | Cemento    | Sergey Betov   | Tomislav Draganja Nino Serdarušić    | 1-6, 6-3, [10-4] |

##### Sconfitte in finale (2)
| Legenda tornei minori |
| Challenger (0)        |
| Futures (2)           |

| N. | Data           | Torneo                   | Superficie | Compagno      | Avversari in finale                            | Punteggio   |
| 1. | 19 aprile 2014 | China F5, Chengdu        | Cemento    | Victor Baluda | Gong Maoxin Li Zhe                             | 1-0 rit.    |
| 1. | 27 giugno 2015 | Spain F18, Palma del Rio | Cemento    | Tom Jomby     | Jorge Hernando Ruano Ricardo Villacorta-Alonso | 6(5)-7, 5-7 |

### Vittorie contro giocatori top 10
| Anno     | 2013 | 2014 | 2015 | 2016 | 2017 | 2018 | 2019 | 2020 | 2021 | 2022 | Totale |
| -------- | ---- | ---- | ---- | ---- | ---- | ---- | ---- | ---- | ---- | ---- | ------ |
| Vittorie | 0    | 0    | 0    | 0    | 0    | 0    | 0    | 0    | 1    | 1    | 2      |

| #    | Giocatore        | Rank | Evento                      | Superficie  | Turno | Punteggio             |
| ---- | ---------------- | ---- | --------------------------- | ----------- | ----- | --------------------- |
| 2021 |                  |      |                             |             |       |                       |
| 1.   | Alexander Zverev | 6    | BMW Open, Monaco di Baviera | Terra rossa | QF    | 6(5)-7, 7-5, 6-3      |
| 2022 |                  |      |                             |             |       |                       |
| 2.   | Hubert Hurkacz   | 10   | US Open, New York           | Cemento     | 2T    | 6-4, 4-6, 7-6(5), 6-3 |